# Castromonte
Castromonte es un municipio y localidad española de la provincia de Valladolid, en la comunidad autónoma de Castilla y León. En 2022 contaba con 314 habitantes. Se encuentra situado en la mitad norte de la provincia, en medio de los campos de trigo de los Montes Torozos y a orillas del río Bajoz, sobre el Camino de Santiago de Madrid. Tiene como pedanía a la localidad de La Santa Espina

## Toponimia
La primera parte, Castro-, proviene del castrum romano que dio lugar al esta población y la segunda, -monte, se debe a la presencia de los Montes Torozos.[cita requerida]

## Geografía humana

### Demografía
Cuenta con una población de 326 habitantes (INE 2024).
| Gráfica de evolución demográfica de Castromonte entre 1842 y 2021                                                     |
| |
| Población de derecho según los censos de población del INE. Población de hecho según los censos de población del INE. |

### Economía
Es un municipio dedicado principalmente a la agricultura. Cuenta con una estación eólica de 56 molinos de viento para la generación de electricidad.
En las afueras del pueblo, en su entrada desde La Mudarra, a los pies del valle del Bajoz, se alza el antiguo balneario de Fuente Sayud, del que se extraía el agua mineral de Castrovita, hoy en día abandonado.

## Administración y política

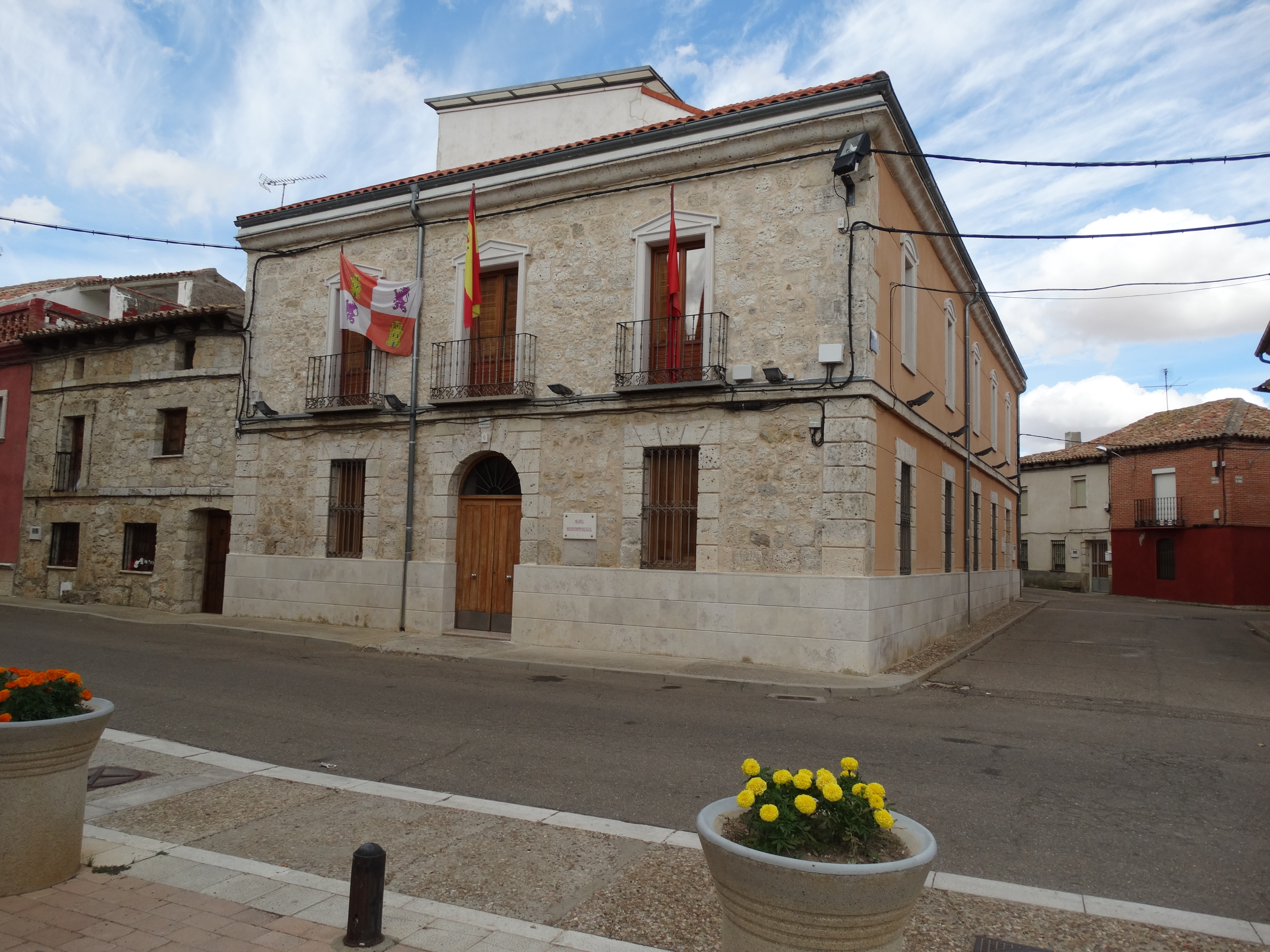
Casa consistorial, sede del Ayuntamiento

Lista de alcaldes
| Periodo   | Nombre                                                  | Partido  |
| --------- | ------------------------------------------------------- | -------- |
| 1979-1983 | Javier Rodríguez Espinilla                              | AE       |
| 1983-1987 | Esteban Fernández Ramón                                 | PSOE     |
| 1987-1991 | Esteban Fernández Ramón                                 | PSOE     |
| 1991-1995 | Esteban Fernández Ramón                                 | PSOE     |
| 1995-1999 | Esteban Fernández Ramón                                 | PSOE     |
| 1999-2003 | Esteban Fernández Ramón                                 | PSOE     |
| 2003-2007 | Carmelo Valverde Asensio                                | PP       |
| 2007-2011 | Carmelo Valverde Asensio                                | PP       |
| 2011-2015 | David Martín PascasioJuan Pablo Espinilla de la Iglesia | PSOEURCL |
| 2015-2019 | Heliodoro de la Iglesia Bezos                           | PSOE     |
| 2019-2023 | Heliodoro de la Iglesia Bezos                           | PSOE     |
| 2023-act. | Heliodoro de la Iglesia Bezos                           | PSOE     |

## Cultura

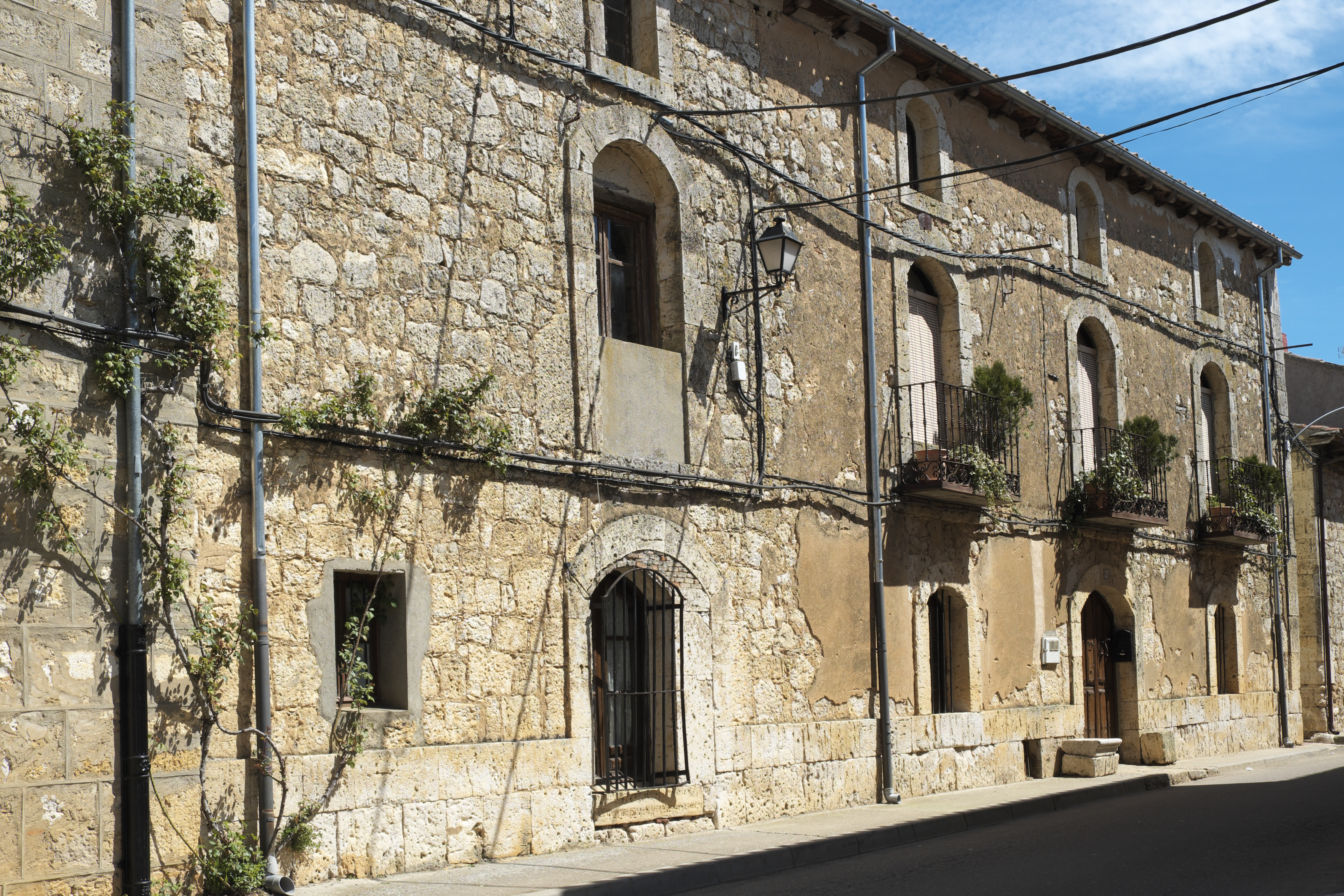
Fachada de una de las casas

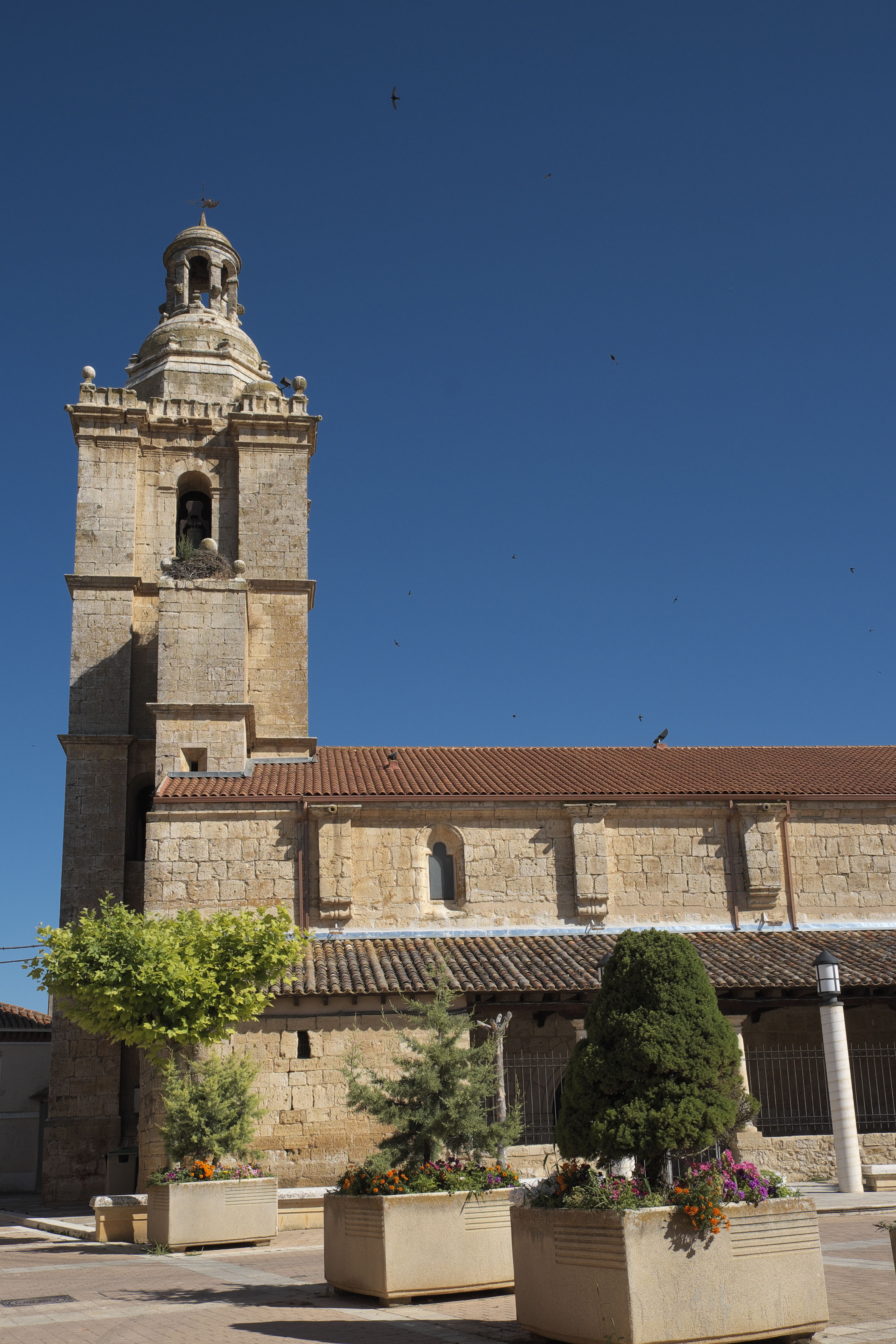
Iglesia parroquial de la Inmaculada Concepción.

### Patrimonio
- Iglesia parroquial de la Inmaculada Concepción, con una torre del siglo XVI.[7]
- Ermita del Santo Cristo de las Eras.[8][9]
- Humilladero del siglo XVI.

### Fiestas
- Rogativa a la Virgen del Rosario (lunes de Pentecostés).[10]
- Virgen y San Roque (15 y 16 de agosto).
- San Clemente (23 de noviembre).[11]
- Corpus Christi

#### La Rogativa
Se celebra el primer lunes de Pentecostés por la tarde. Es una tradición muy importante en el pueblo. La leyenda cuenta que una vez hubo un gran incendio que era muy difícil de sofocar y los vecinos de Castromonte decidieron sacar en procesión a la Virgen del Rosario, situada en la iglesia, cantando el rosario por las calles del pueblo. Al rato empezó a llover con gran intensidad. Los vecinos comentaban al ver tal lluvia: «¡Vaya panadera que nos ha caído!»; de aquella época bautizaron a la virgen con el nombre de la Virgen de la Panadera.
Ese día se celebra con gran devoción, se sacan en procesión a todos los santos y vírgenes de la iglesia que tengan cofradía. El Niño de la Bola pequeño y grande, el niño de la Santa Infancia, la Virgen del Carmen, San Isidro, San Clemente, San Antonio Abad, San Roque, la Virgen de Fátima, el Corazón de Jesús y el de María y Jesucristo en la Cruz.